# Clinopodium barbatum
Clinopodium barbatum — вид квіткових рослин з родини глухокропивових (Lamiaceae).

## Поширення
Ареал: пд. Туреччина, Ліван і Сирія, Ізраїль.